# 남궁석
남궁석(南宮晳, 1938년 9월 20일~2009년 1월 16일)은 삼성전자 사장을 지낸 대한민국의 기업인이며, 제5대 정보통신부 장관과 제16대 국회의원을 역임한 정치인이다.

## 학력
- 마성초등학교 졸업
- 언동중학교 졸업
- 선린인터넷고등학교졸업
- 고려대학교 경영대학 졸업

### 비학위 수료
- 美 하버드대학교 경영대학원 최고경영자과정 수료

## 경력
- 한국통신 하이텔 사장
- 삼성전자 정보통신 총괄사장
- 삼성SDS 대표이사 사장
- 1998년 12월 21일 ~ 2001년 2월 1일 : 제5대 정보통신부 장관
- 새천년민주당 정책위의장
- 국제정보올림피아드 대회 후원회장
- 정보통신인력개발협의회 위원장
- 2004년 7월 9일 ~ 2006년 3월 31일 : 국회사무총장
- 연세대학교 초빙교수

## 수상경력
- 1996년 데일카네기리더십상‧산업훈장포장‧법무부장관 표창
- 1997년 대한 상공회의소 경영혁신대상 대통령상
- 1998년 한국능률협회 최고경영자상

## 역대 선거 결과
| 실시년도 | 선거   | 대수 | 직책     | 선거구         | 정당         | 득표수   | 득표율          | 순위 | 당락 | 비고 |
| -------- | ------ | ---- | -------- | -------------- | ------------ | -------- | --------------- | ---- | ---- | ---- |
| 2000년   | 총선   | 16대 | 국회의원 | 경기 용인시 갑 | 새천년민주당 | 28,480표 | \| \| 45.25% \| | 1위  |      | 초선 |
|          | 45.25% |      |          |                |              |          |                 |      |      |      |

## 같이 보기
- 용인시 갑 (2000년 선거구)
- 용인시의 국회의원
- 대한민국의 과학기술정보통신부 장관
- 대한민국의 국회사무총장